# Klassisk massage
Klassisk massage innebär bearbetning av  en persons mjukdelsvävnader (hud, bindväv och muskler). Denna typ av massage kan vara antingen förebyggande eller användas för att behandla uppkomna skador och begränsningar av rörligheten. Den yrkesgrupp som utför massagen kallas massör eller massageterapeut. 